# Суарец, Карл-Готтлиб

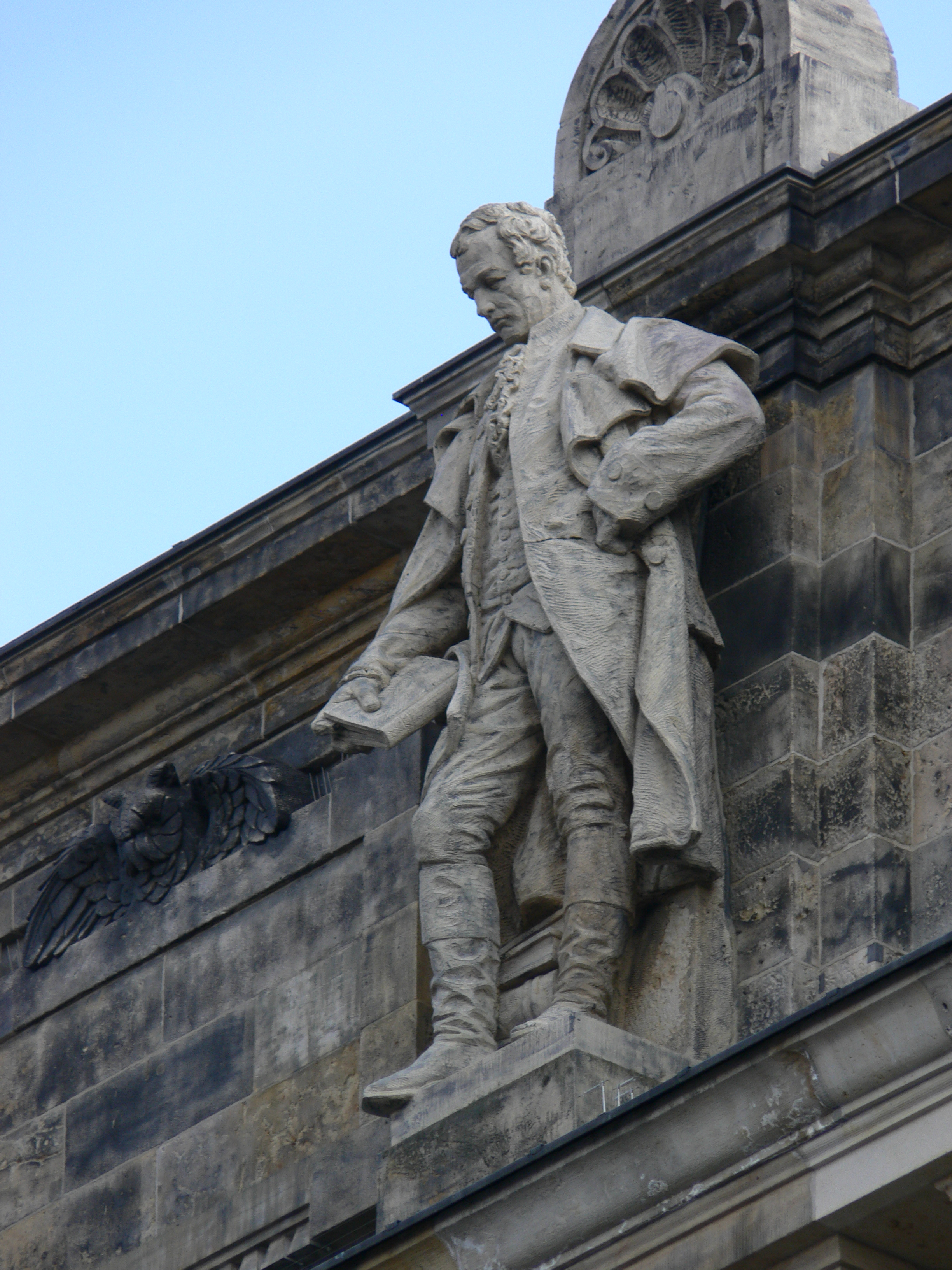
Статуя Карла Готтлиба Суареца на Здании Имперского суда в Лейпциге

Карл-Готтлиб Суарец, настоящая фамилия – Шварц (нем. Carl Gottlieb Svarez; 27 февраля 1746, Свидница — 14 мая 1798, Берлин) — прусский юрист, реформатор, работавший над Прусским земским уложением, государственный деятель. Член Прусской академии наук (с 1798).
Под его руководством была по поручению короля Фридриха Вильгельма II проведена общая кодификация для прусских земель.
Сын юриста. С 1762 года изучал право в Бранденбургском университете во Франкфурте.
Принимал активное участие в законодательной деятельности, как ближайший сотрудник фон Кармера. Проекты организации земельного кредита для Силезии, а затем и Пруссии, школьных реформ, преобразования судопроизводства (Allgemeine Processordnung, 1793), последние, до официальной включительно, редакции прусского Landrecht и ряд других законодательных работ, проведенных в жизнь Кармером, — вышли или целиком, или в значительной мере из-под пера Суареца, никогда, однако, не выступавшего с претензиями на первенствующее значение и политическую роль. Веря в могучую просветительную силу абсолютизма, он стремился, однако, провести в жизнь под его покровительством правовые начала, за что и был заподозрен в пристрастии к революционным идеям. На возражения своих противников, утверждавших, что граждане должны знать не свои права, а лишь приказы и запреты правительства, излагаемые в законах, Суарец отвечал, что выработка правовых норм имеет огромную важность; что установление субъективных гражданских прав в стране, лишенной конституции, заменяет в некоторой мере последнюю; что, наконец, его законодательные проекты совершенно непредосудительны в политическом отношении, так как проводят лишь одну мысль — прусские короли не деспоты и никогда не претендовали на роль последних. Оппозиция, однако, добилась отчасти своей цели; признание законодательной силы «Прусского земского права» было отложено, и если оно несколько позже было введено в действие, то лишь благодаря присоединению польских провинций, на которые нужно было для закрепления их за Пруссией распространить прусское право. Недостатки политического направления Суареца резко выразились в его Allgemeine Processordnung, возродившей инквизиционное начало в судопроизводстве и предоставившей судьям такую власть, которая не замедлила выродиться в произвол. Он автор трудов:
- Gedanken eines Patrioten über das Project zur Herstellung des Schlesischen Kreditwesens; * Bemerkungen über die Schlesische Landschaft (1778),
- Briefwechsel über die gegenwärtige Justizreform in den preuss. Staaten (1780—1784);
- Unterricht über die Gesetze fur die Einwohner der Preuss. Staaten (1793),
- Unterweisung für die Parteien zu ihrem Verhalten bei Processen (1796)